# Мњихова Љехота
Мњихова Љехота (слч. Mníchova Lehota) насељено је мјесто са административним статусом сеоске општине (слч. obec) у округу Тренчин, у Тренчинском крају, Словачка Република.

## Становништво
| Година:    | 1994. | 2004.   | 2014.    | 2024.   |
| ---------- | ----- | ------- | -------- | ------- |
| Број људи: | 1116  | 1115    | 1235     | 1217    |
| Разлика:   |       | -0,08 % | +10,76 % | -1,45 % |

| Година:    | 2023. | 2024.   |
| ---------- | ----- | ------- |
| Број људи: | 1225  | 1217    |
| Разлика:   |       | -0,65 % |

Према подацима о броју становника из 2024. године насеље је имало 1217 становника.